# Tweede Filipijnse Republiek
De Tweede Filipijnse Republiek (officieel Republiek van de Filipijnen) was de regering van de door Japan bezette Filipijnen tijdens de Tweede Wereldoorlog.

## Voorgeschiedenis
Japan viel lang voor het uitbreken van de Tweede Wereldoorlog al andere landen binnen in de jaren dertig en veertig. In 1932 werd Mantsjoerije geannexeerd, in 1937 werd China aangevallen en in 1940 kwam Frans-Indochina onder de invloedssfeer van Japan te staan.

## Creatie
Op 2 januari 1942 viel Japan de Filipijnen binnen en op 6 mei 1942 werd het land helemaal veroverd na de slag bij Corregidor. Alle politieke partijen werden verbannen, behalve de Kalibapi.
Er kwam een grondwet die opgesteld werd door 20 leden van de Kalibapi. Op 15 oktober 1943 werd de Tweede Filipijnse Republiek officieel uitgeroepen. José P. Laurel werd president, maar hij regeerde enkel in naam omdat het land een marionettenstaat was van Japan. In augustus 1945 werden de Filipijnen bevrijd en hield de republiek op te bestaan.